# Sammanträde

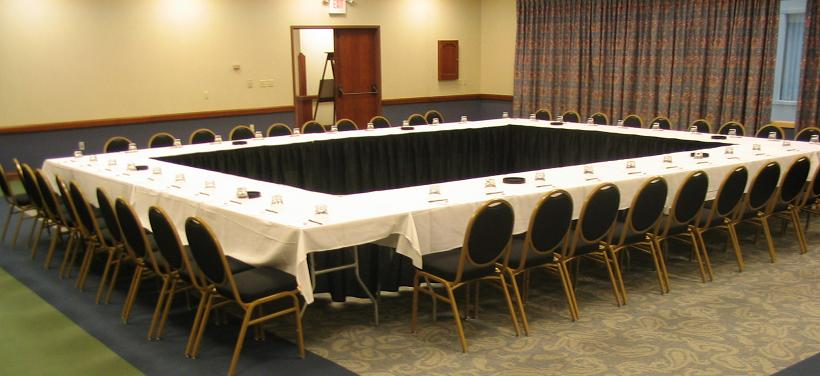
Sammanträdesrum.

Ett sammanträde är en formell sammankomst, ofta där man fattar beslut. Kan inte de beslutande sammanträda, kan i vissa fall beslut fattas per capsulam. Sammanträdet brukar följa en dagordning, och sammanfattas i ett mötesprotokoll. Ett sammanträde kan ses som en konferens om dagordningen innehåller tematiska punkter och diskussionspunkter.
Deltagarna vid ett sammanträde kan ha funktioner som sammankallande, ordförande, protokollförare, föredragande, rösträknare eller justerare. 
Några typer av sammanträden är årsmöte, dechargemöte och styrelsemöte. En modern variant av sammanträdet är videokonferensen.

### Fotnoter
1. ↑  ”Videokonferenser kan bidra till renare Malmö”. Sveriges Radio. 1 juni 2010. http://sverigesradio.se/sida/artikel.aspx?programid=353&artikel=3744454. Läst 9 september 2015.